# Hôtel Méliand
El hôtel Méliand es un antiguo hôtel particulier ubicado en la esquina del número 19 de la quai d'Anjou y el número 20 de la rue Poulletier, colindando con el Hôtel de Lauzun, en la orilla norte de Île Saint-Louis en el IV distrito de París, Francia.

## Histórico
El hotel Méliand fue construido en 1642. Lleva el nombre de Blaise Méliand, Fiscal General en el Parlamento.
El edificio está catalogado como monumento histórico desde el 4 de julio de 1988. Alberga en la actualidad un jardín de infancia y una escuela primaria, desde su compra por parte de la Ciudad de París en 1894.

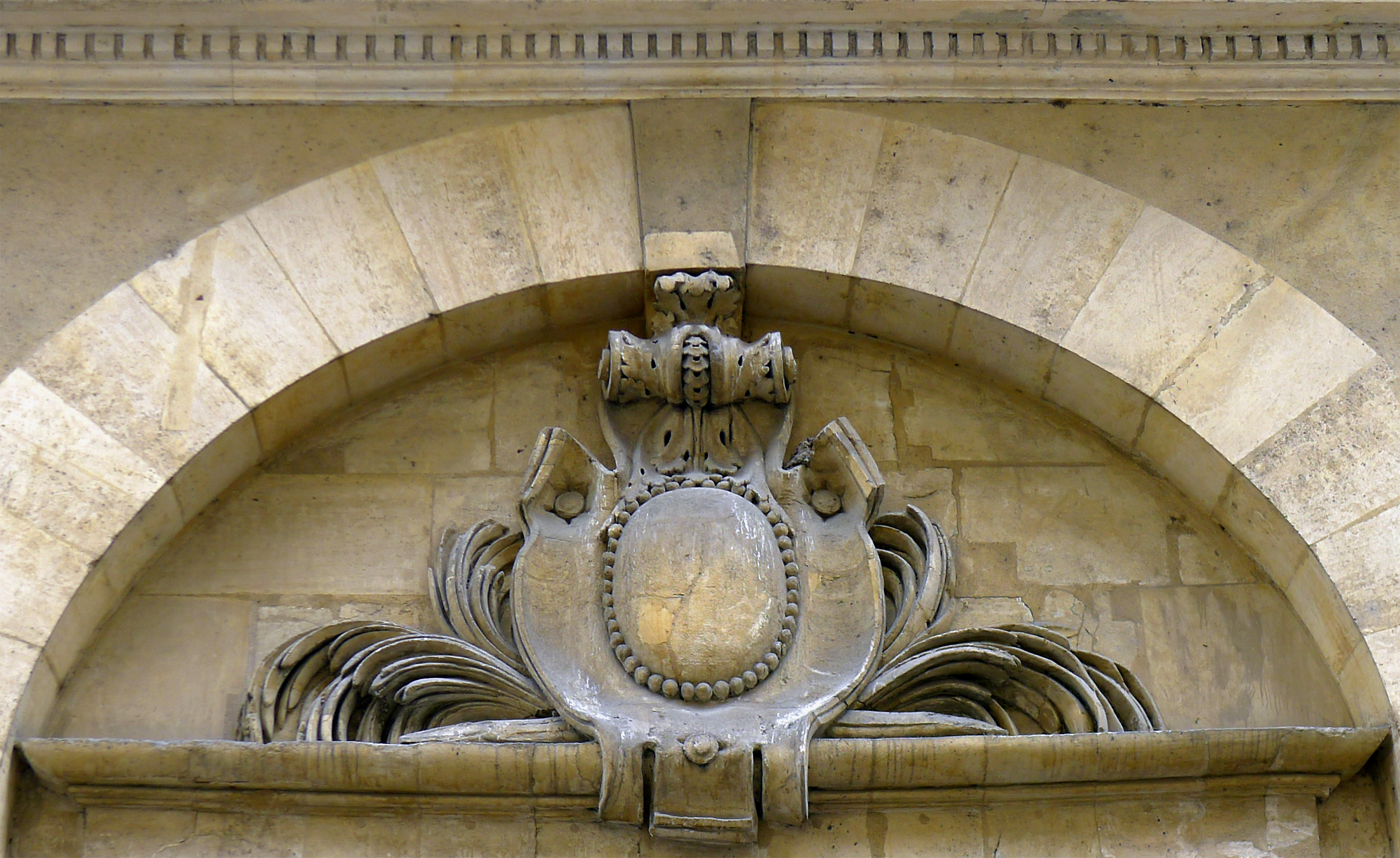
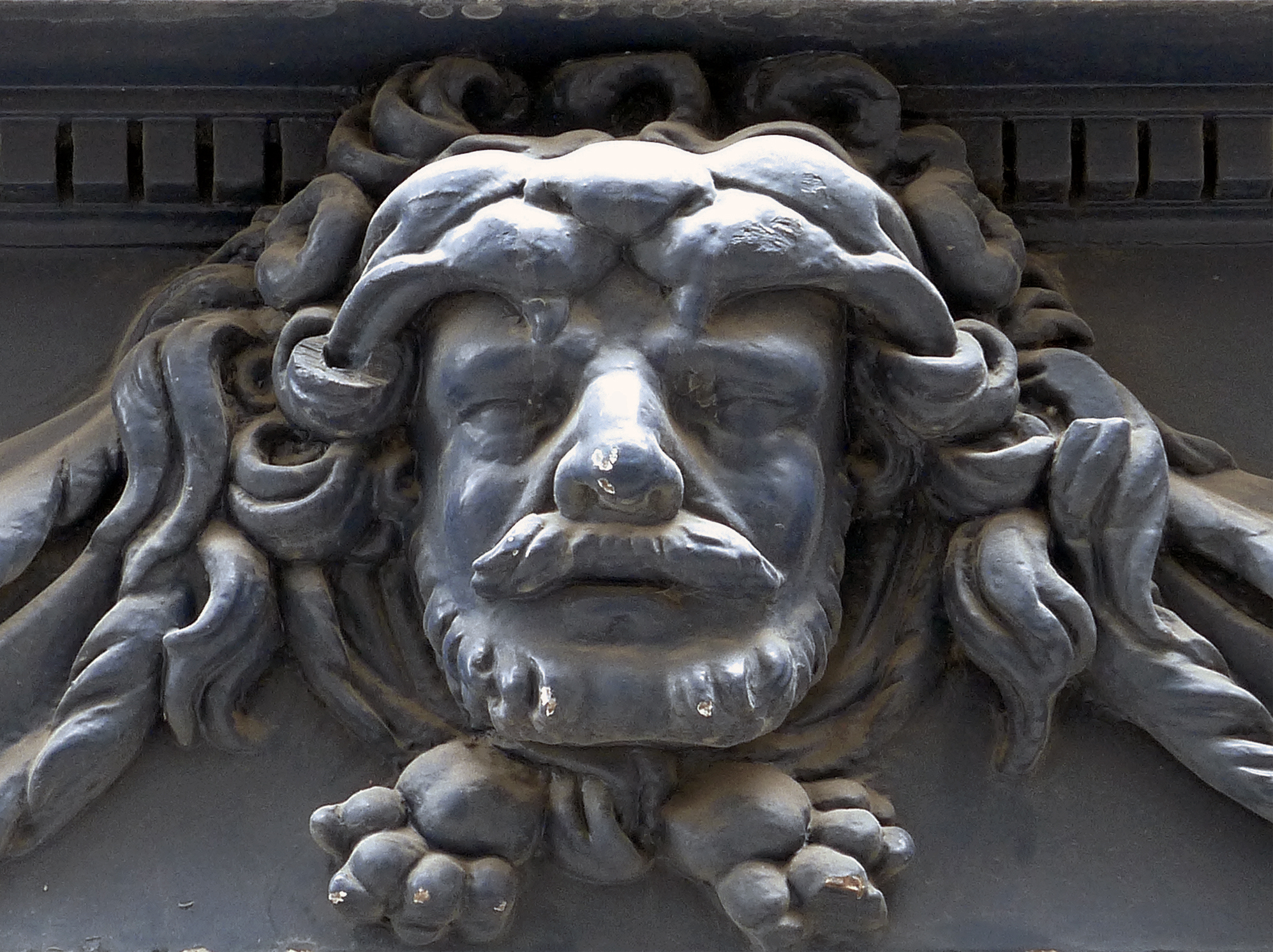